# Иванова, Зоя Леонидовна
Зо́я Леони́довна Ивано́ва (род. 26 апреля 1934, Днепропетровск) — советская артистка оперетты, народная артистка РСФСР.

## Биография
В 1956 году окончила Днепропетровский институт иностранных языков, в 1961 году — Днепропетровское музыкальное училище.
В 1961—1964 годах была солисткой Государственного театра музыкальной комедии УССР в Киеве.
В 1965—1989 годах выступала в Московском театре оперетты.
Живёт в США.

## Семья
- Муж — артист оперетты Георгий Львович Гринер (1929—2020), баритон, заслуженный артист РСФСР (1969).

## Награды и премии
- Заслуженная артистка РСФСР (29.04.1970).
- Народная артистка РСФСР (3.02.1978).

## Работы в театре
- 1965 — «Орфей в аду» Жака Оффенбаха — Эвридика
- 1977 — «Товарищ Любовь» В. Ильина — Панова
- 1980 — «Кадриль» — Галина, бригадир полеводческой бригады
- 1982 — «Королева Чардаша» Имре Кальмана — Цецилия
- 1986 — «Миллионерша» по пьесе Б. Шоу — Эпифания
- 1987 — «Скрипач на крыше» по рассказам Шолом-Алейхема — Голда
- «Сильва» И. Кальмана — Сильва
- «Марица» И. Кальмана — Марица
- «Принцесса цирка» И. Кальмана — Теодора
- «Летучая мышь» И. Штрауса — Розалинда
- «Весёлая вдова» Ф. Легара — Ганна
- «Моя прекрасная леди» Ф. Лоу — Элиза
- «Севастопольский вальс» К. Листова — Нина
- «Девушка с голубыми глазами» В. Мурадели — Мэри Ив

## Фильмография
- 1969 — Севастопольский вальс (телеспектакль) — Героиня
- 1983 — Карамболина-карамболетта — Нина Бирюзова